# Globba winitii
Globba winitii là một loài thực vật có hoa trong họ Gừng. Loài này được C.H.Wright mô tả khoa học đầu tiên năm 1926.

## Hình ảnh

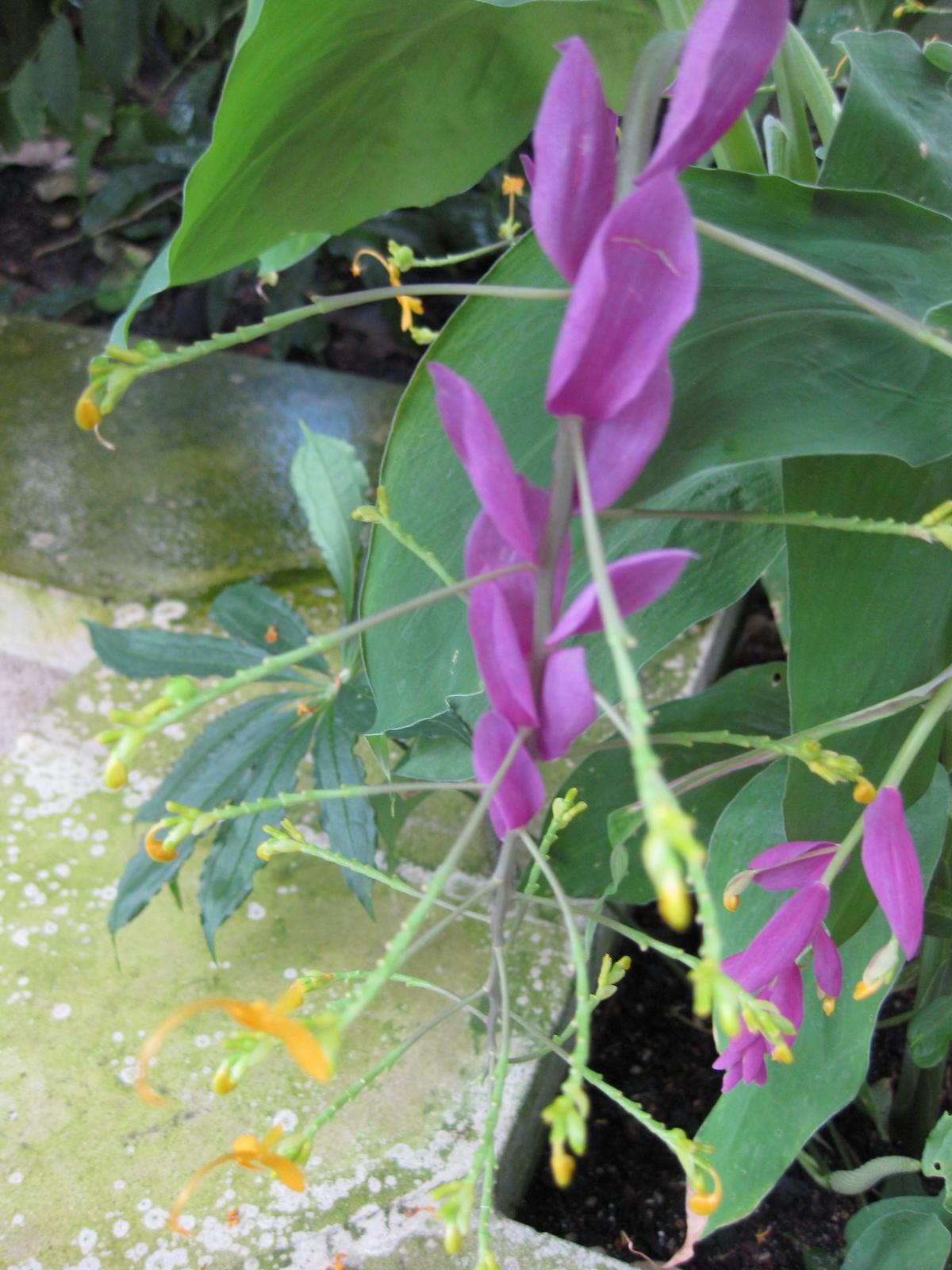
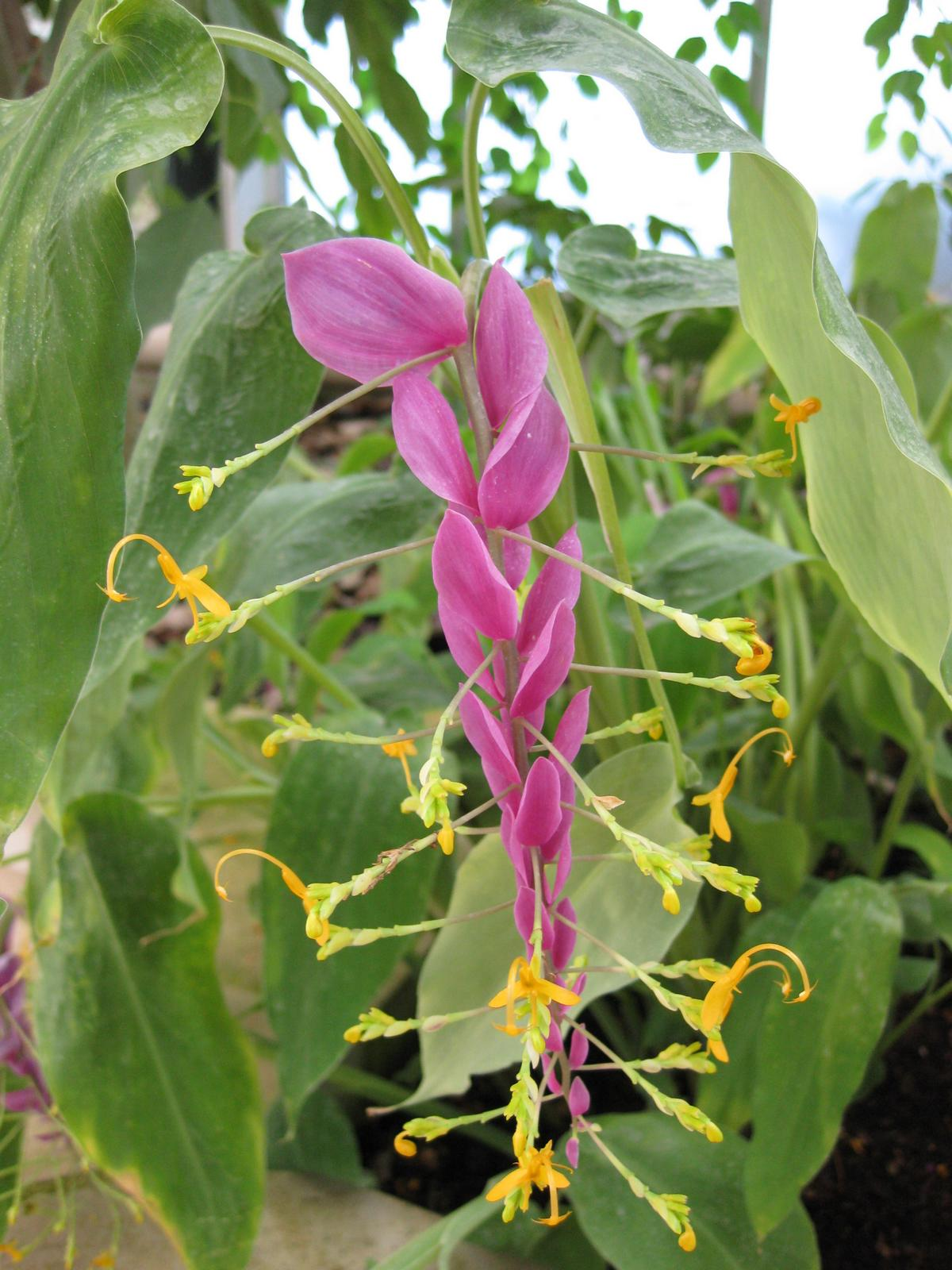
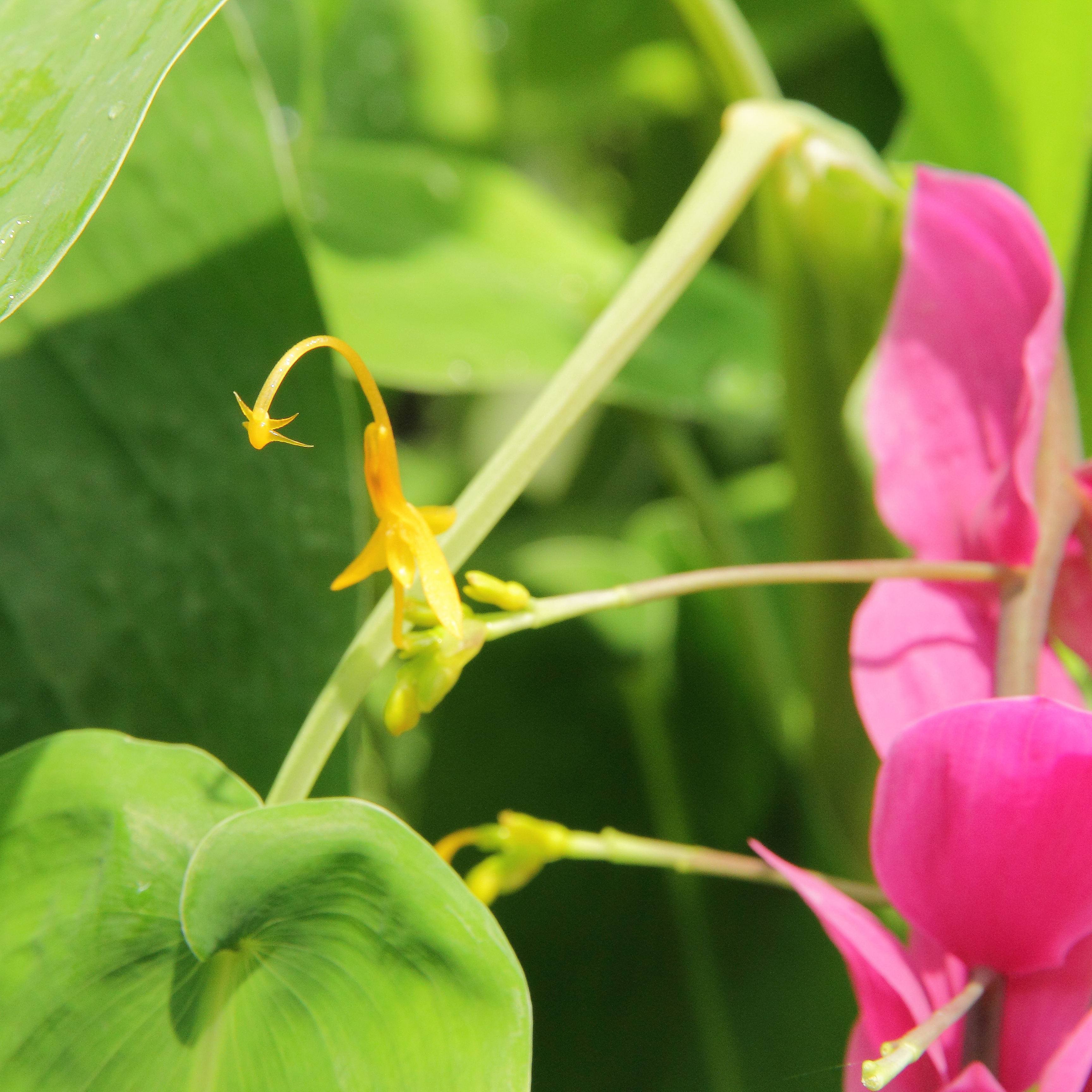
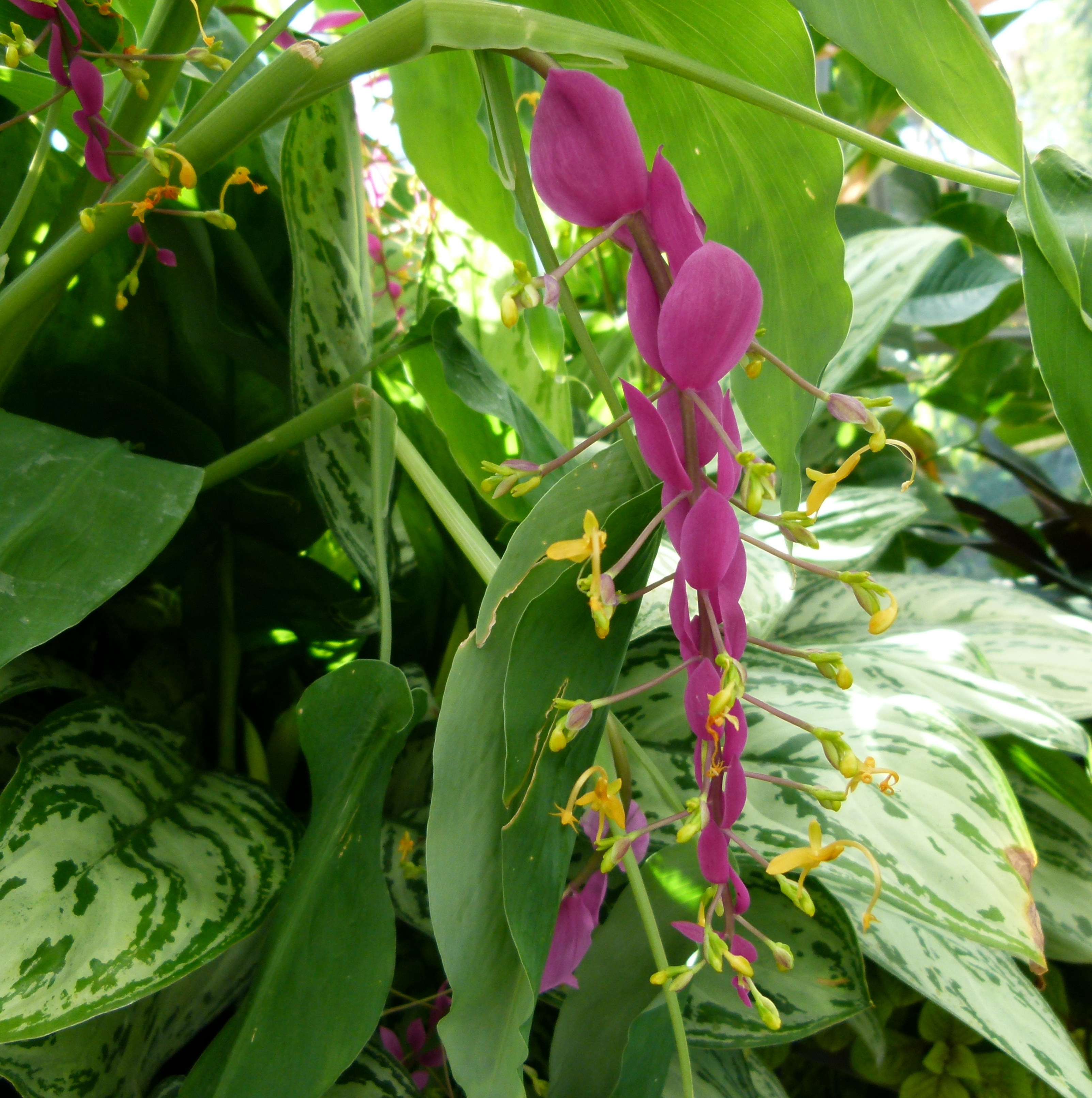